# خوان ایگناسیو دوبلوتا
خوان ایگناسیو دوبلوتا (انگلیسی: Juan Ignacio Dobboletta؛ زادهٔ ۶ ژانویهٔ ۱۹۹۳) بازیکن فوتبال اهل آرژانتین است.